# 3459 Bodil
3459 Bodil este un asteroid din centura principală, descoperit pe 2 aprilie 1986 de Poul Jensen.